# Gabriel Milin
Pour les articles homonymes, voir Milin.
Gabriel-Jean-Maie (le) Milin, né le 3 septembre 1822 à Saint-Pol-de-Léon et mort le 27 décembre 1895 à l'île-de-Batz, est un écrivain de langue bretonne. Poète et philologue, il fut commis à la marine et maire de l'île de Batz.

## Biographie
Gabriel Milin, barde « Laouenan Breiz » pour pseudonyme, naît en 1822 au manoir de Kermorus à Saint-Pol-de-Léon. Il est au départ éduqué par son oncle, curé à Santec, puis au collège à Saint-Pol de Léon. Il poursuit ses études au grand séminaire de Quimper, qu'il quitte après un an et demi, doutant de sa vocation religieuse. Il reste attaché à sa langue bretonne maternelle et au métier d'agent comptable dans la Marine de Brest au service des subsistances, qu'il occupe de 1845 à 1880 pour assurer l'avenir des treize enfants qu'il a eu de ses trois épouses.
L'arsenal de Brest lui permet de rencontrer des bretonnants de toutes régions auprès desquels il recueille des proverbes, des contes et des chants, s'accoutumant ainsi aux divers dialectes auxquels il reconnaissait une indéniable valeur. Mais il n'avait pas assez d'argent pour faire publier ses livres à compte d'auteur et était aidé financièrement par Le Scour en échange de compositions, corrections du breton des feuilles volantes et livres de poésies, écriture de préfaces et de commentaires. Il y rencontre le colonel Amable-Emmanuel Troude, lexicographe de langue bretonne, avec qui il collabore : en 1855 paraît Mignoun ar Vugale, petite brochure pour enfants, en 1857 les Nouvelles conversations en Breton et en français, Divizoù brezonek ha gallek et en 1862 le Colloque français et breton, ou Nouveau Vocabulaire entièrement refondu qui dure jusqu'en 1915. Il reste ainsi fidèle au système de Le Gonidec qui unifie la langue bretonne (grammaire, orthographe, mots français) malgré l'accueil parfois non favorable. La publication de la Bible de Le Gonidec en 1866, après sept ans de travail, est également mal acceptée par l'épiscopat de l'époque.
Il reste aussi ébloui par le Barzaz Breiz de La Villemarqué, pour qui il consacre une suite d'articles dans le journal L'Océan. Puis, il se retire sur l'île de Batz, d'où est originaire sa troisième femme et il est élu maire de la commune, de 1880 à 1895, date de sa mort. En 1883, déchargé de son travail à l'arsenal, Milin accepte la direction de la revue Feiz ha Breiz. Malgré ses efforts, le journal cesse de paraître le 26 avril 1884. Laïc, il avait pris la succession de l'abbé Nédélec à ce poste. Il s'occupe également du Bulletin de l'Enseignement qui devint La semaine religieuse du diocèse.
En parallèle à la publication d'une quinzaine d'ouvrages en breton (de 1866 à 1885), il collecte à l'île de Batz les expressions et termes d'usage local et dans le Léon-Trégor, il collecte des chants populaires. Ceux-ci sont publiés par Abeozen et Maodez Glanndour dans la revue Gwerin (no 1, 2 et 3, de 1961-1962), soit au total 99 documents issus de plusieurs cahiers de Milin, comprenant en outre des contes, proverbes...

## Œuvres

### Traduction d'œuvres anciennes

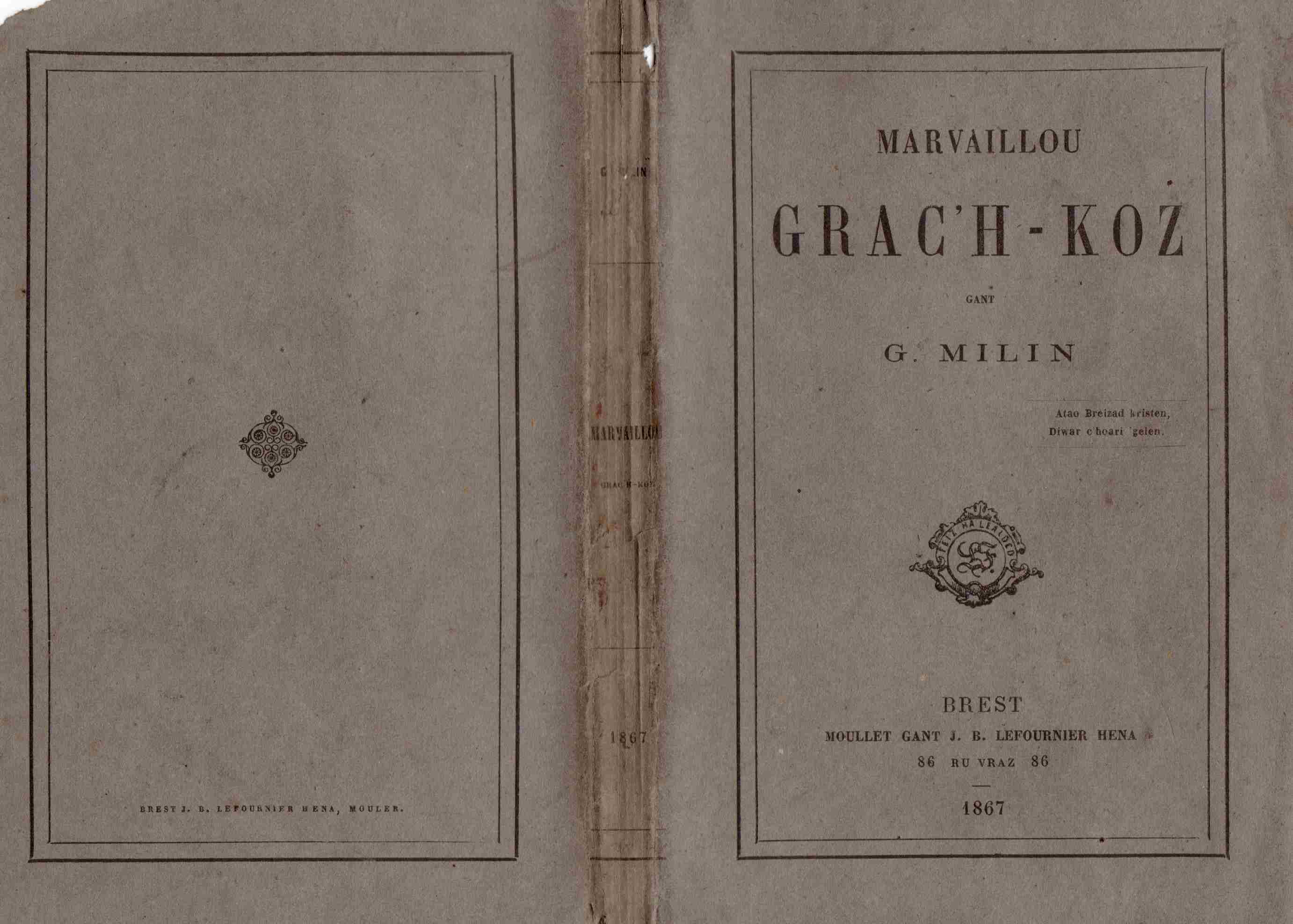
Marvaillou grac'h koz

Pour voir sa langue dotée d'une véritable littérature universellement appréciée, il se tourne tout d'abord vers les œuvres anciennes, grecques et latines, qui étaient la base de son instruction reçue à Saint-Pol et Quimper. Il publie en 1867 Marvaillou Grac'h-Kozh, adaptation en breton de cinquante fables de La Fontaine. En 1868, dans son livre Furnez ar geiz euz a Vreiz, il adapte au breton les proverbes, pensées, sentences maximes de moralistes latins, français et bretons. Il fait aussi paraître de petites publications éducatives telles Eun teskad gwirionesioù Bugale ar pesketaer (Lefournier, Brest 1867, 16 p.) et Eil teskad gwirionesioù (3 p. dans la Revue de Bretagne et de Vendée, 1870, t1, p. 170).

### Poésies
Milin a composé lui-même, sous le pseudonyme de Laouenan Breiz, des poésies en breton. Il était membre de la Breuriez-Breiz, une confrérie créée par La Villemarqué en 1850 dans le but d'encourager ceux qui mettaient à jour la vieille littérature bretonne. Seulement deux recueils ont été édités de son vivant : Koulm ar Barz (La Colombe du barde), qui eut l'honneur d'être lu au congrès celtique de Saint-Brieuc en 1867, et Mouez ar Galon (Voix du Cœur) en 1868.
Mais plusieurs de ses poèmes furent publiés dans des journaux comme Le Lannionnais, L'Océan, Le Courrier du Finistère ou dans le bulletin de la société académique de Brest, où l'on trouve par exemple les poésies Matulin ar barz dall (1858, tome 1, p. 103) et Labouzik doue (1872, 2 VIII, p. 258). D'autres furent publiés après sa mort par le colonel Bourgeois et par Taldir Jaffrennou. Milin a également composé des chants en breton, surtout des cantiques, mais il est pressenti par Joseph Ollivier comme l'auteur de la version de Ann Hini goz qu'il dit avoir collectée.

### Écrits religieux
Cherchant à redonner au Breton la place qui lui revenait dans la vie publique par la religion, il a traduit en breton un grand nombre d'écrits religieux français comme Sonjit Ervat enn ho finvesiou diveza (1866, 310 p.), Jezus-Krist skouer ar gristenien (1876, 452 p.) et Penaos karet Jezus Krist en 1876. L'Église apprécie peu ces initiatives, surtout l'évêché de Quimper qui n'appréciait pas le système d'écriture de Le Gonidec. Les évêchés de Saint-Brieuc et de Rennes se montraient plus conciliants : son Imitation Jezuz Christ (skouer ar gristenien), refusée par l'évêché de Quimper, fut acceptée par l'évêque de Rennes Monseigneur Godefroy Brossay-Saint-Marc et par l'évêque de Saint-Brieuc Monseigneur David. Milin aurait préféré que ce soit les prêtres eux-mêmes qui se chargent de ce travail de traduction, chacun aurait ainsi apporté son dialecte et fait découvrir de nouveaux mots. En le faisant à leur place, il pensait leur faire honte.

### Chanson populaire
Il projetait de montrer à Luzel qu'il pouvait réaliser un meilleur travail de collecte, sur le modèle du Barzaz Breiz et avec l'aide de son ami Le Scour. Il avait commencé à recueillir des chants et légendes pour l'enquête Ampère-Fortoul à qui il fait parvenir en 1856 et 1860 quatorze chants, textes bretons, traductions et études. Membre fondateur de la Société Académique de Brest en mai 1958, il publie dans leur bulletin des études sur des chants, où il se montre toujours partisan de La Villemarqué,. Pour que l'on ne mette pas en cause son propre travail, il ne souhaitait pas posséder les manuscrits de chants recueillis par Penguern et convoités par Luzel et La Villemarqué.
S'il n'a publié aucun recueil, sa collection de chants est quand même importante : les manuscrits utilisés par Abeozen et Maodez Glandour pour la revue Gwerin en contiennent 155. Il ne s'agit pas uniquement de chants de tradition orale puisque l'on y trouve des chants composés par des prêtres au moment de la Révolution et des compositions de Brizeux et de Boishardy, mais la majorité est cependant traditionnelle. 

### Contes et légendes
Malgré un esprit littéraire plutôt tourné vers la poésie, il était charmé par les vieilles légendes depuis qu'il avait entendu sa mère les chanter. Pour les contes, il était conscient de leur valeur au niveau de l'histoire de la littérature (genre « florissant chez les Bretons bien avant le Moyen Âge » et répandu « de la Bretagne chez presque tous les peuples de l'Europe ») et des mentalités (moralité) mais aussi du point de vue de la richesse de la langue bretonne. En 1862, dans le bulletin de la SAB, à la suite du résumé en français d'un conte, il communique une liste de trente contes qu'il a recueillis à Brest, quelques années auparavant. En collaboration avec le colonel Troude, il publie Ar Marvailher brezhonek en 1870, recueil de sept contes qu'il a recueillis auprès de gens de la campagne qui venaient travailler à l'arsenal de Brest. Ce livre est réédité par Roparz Hemon en 1950 sous le titre Labous ar wirionez. D'autres contes sont réunis par Joseph Ollivier dans le recueil Gwechall-goz e oa édité chez Le Goaziou par Buhez Breiz en 1924. La revue Gwerin mentionne des cahiers de contes restés inédits.